# 长治县
长治县原是中华人民共和国山西省长治市所辖的一个县。面积为483平方公里，2010年人口为34万人。2018年九月长治县整制改设长治市上党区。

## 历史
隋朝置上党县；明朝废县入潞州，嘉靖时复置县，称长治县，为潞安府治。

## 资源
县内煤炭资源丰富，煤田面积达242平方公里，储量34亿吨以上，素有“煤乡”之称。

## 行政区划
长治县下辖6个镇、5个乡：
韩店街道、苏店镇、荫城镇、西火镇、八义镇、郝家庄镇、南宋镇、西池乡、北呈乡、东和乡、振兴乡村生态文化旅游区和上党经济技术开发区。